# 산바가와 변성대

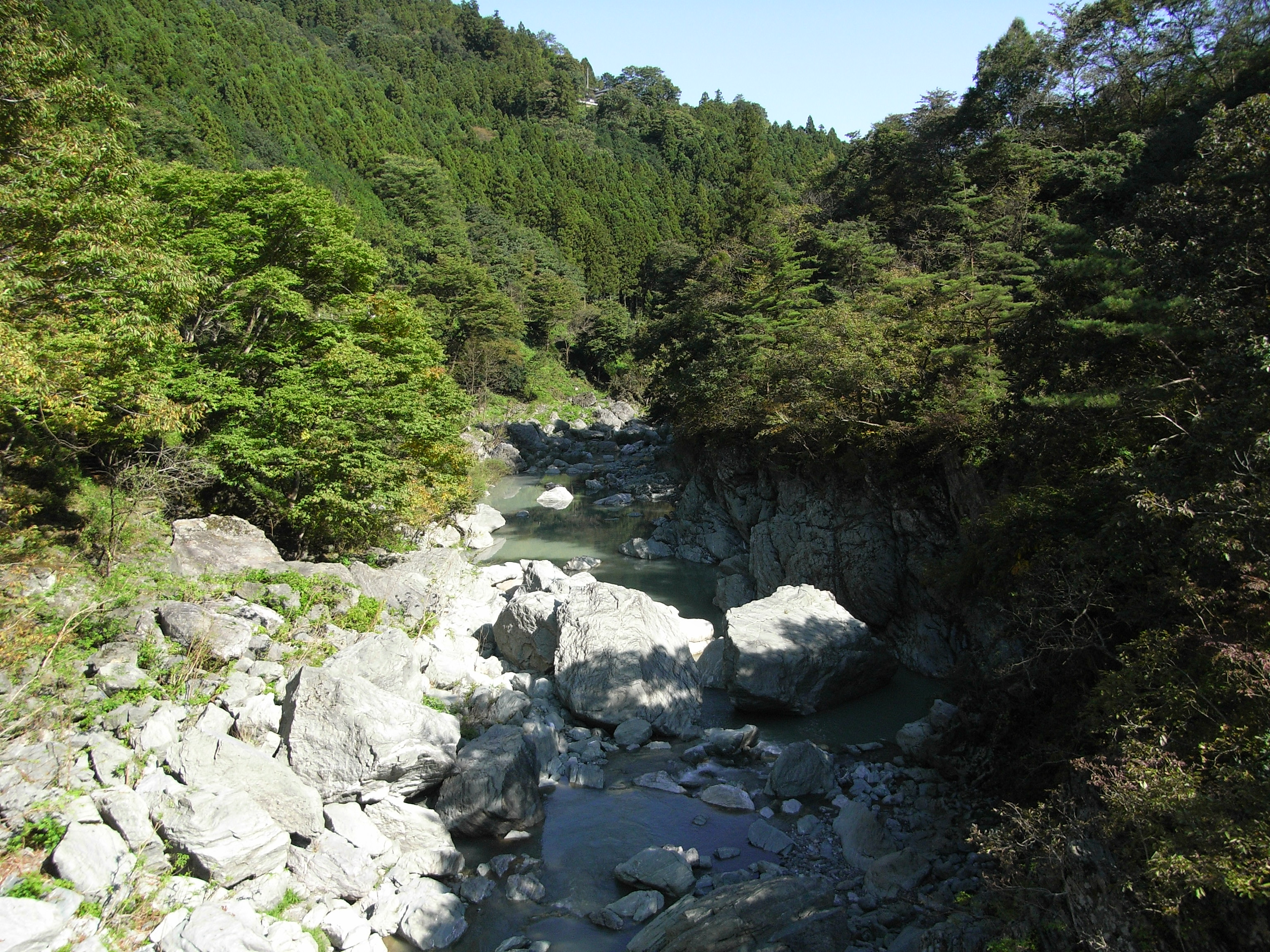
산바세키 협곡(三波石峡)

산바가와 변성대 (三波川変成帯)는 주오 구조선의 외대에 접한 변성암대이다. 일본 최대의 광역변성대이며, 저온고압의 변성암이 분포한다. 명칭은 군마현 후지오카시(구 오니시 정 산바가와 촌) 도네강 유역의 미카보 산 북쪽 기슭에 발원지가 위치한 산바 강의 결정편암을 산바가와 결정편암으로 불렀던 것에서 유래한다. 산바가와 대라고도 한다. 주오 구조선을 경계로 북쪽의 료케 변성대와 접한다.

## 개요
간토 산지에서 포사 마그나에 의해 단절되었다가 스와호 남쪽의 가미이나군에서 다시 확인되고, 덴류강 중류, 시부강을 거쳐 기이반도, 시코쿠, 규슈의 사가노세키에 이르러 길이는 약 1000 km에 이른다. 넓은 의미에서는 산바가와 변성대와 비슷한 변성작용을 받은 남쪽의 미카보 녹색암대・지치부 변성대를 포함한다. 또한 그 남쪽에 시만토 대가 접한다.
기반암은 쥐라기와 백악기에 저온고압 변성작용을 받은 결정편암으로 이루어져있다. 시코쿠에서 산바가와 변성대의 변성도가 높은 결정편암의 백운모와 흑운모의 칼륨-아르곤 연대 측정 결과는 82-102Ma로 나타나고, Rb-Sr 연대측정 결과는 85-94Ma로 나타난다. 기이반도에서 결정편암의 백운모 K-Ar 방사성 연대는 70-110Ma로 나타나고, 이들은 모두 산바가와 변성작용이 백악기 후기에 일어났음을 보여준다.
난카이 주상해분을 따라 필리핀 해 판과 그 부가체의 침강에 의해 깊게 가라앉은 암석은 변성작용을 받았다. 산바가와 대 등 주오 구조선 남쪽의 외대에서는 지하 15km에서 30km 일대에서 저온고압의 변성암이 생성되고, 북쪽의 내대인 료케 대에서는 판의 침강으로 인해 발생한 마그마의 작용으로 인해 고온저압의 변성암이 생성되었다. 방사성 동위원소를 많이 포함하여 발열량이 높은 화강암질의 대륙판은 침강하기 어렵지만, 저온에서 밀도가 높은 필리핀 해 판은 대륙판 밑으로 침강했을 것으로 추측된다.

## 분포

### 간토 산지

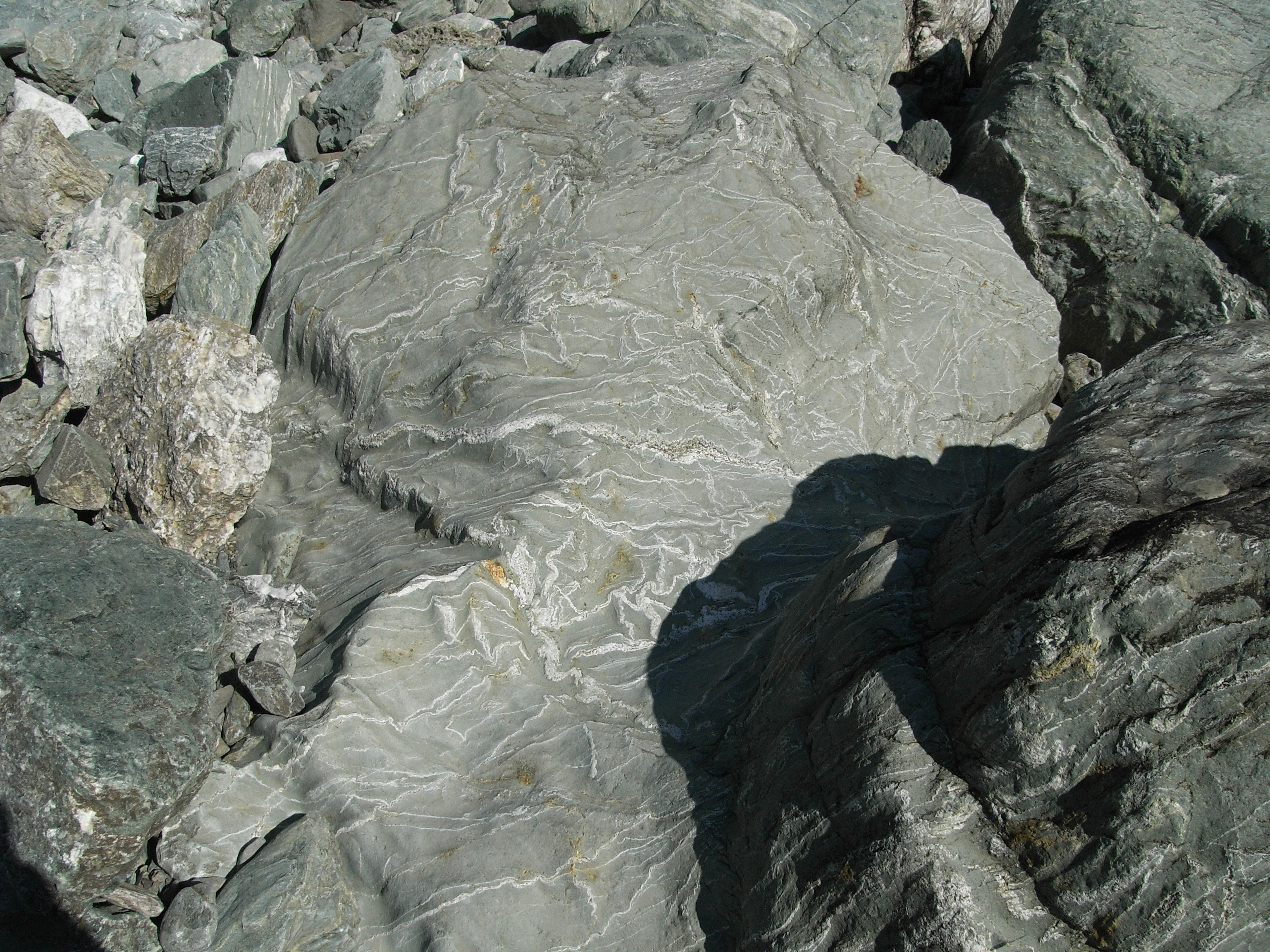
산바 석

산바가와 변성대의 명칭의 유래가 된 산바 강 유역은 옛날부터 명석 ｢산바 석｣(三波石)의 산지로 알려져 있었으며, 메이지 시대에는 고토 분지로에 의해 나가토로 계곡에서 산바세키 협곡을 거쳐 산바 강의 북쪽에 분포하는 결정편암이 연구되었다. 산바 석의 산지인 산바세키 협곡은 1957년에 일본의 천연기념물로 지정되었다.

### 기이 산지
기이 산지에서 산바가와 대는 시코쿠에서 연속되어 산바가와 결정편암 및 미카보 녹색암으로 구성되며, 주로 기노강 남서쪽에 분포한다. 기이 산지 중앙부에서 지치부 고생층이 남쪽의 지치부 중생층에 충상한 스러스트 단층을 형성하고 있다.
층서는 다음과 같이 구분된다.
- 덴몬 대 (点紋帯)
  - 시부타 층 (渋田層)
  - 메시모리 층 (飯盛層)
  - 류몬 층 (龍門層)
- 무텐몬 대 (無点紋帯)
  - 토모부치 층 (鞆淵層)
- 미카보녹색암류 (御荷鉾緑色岩類)
  - 도나루미야마 층 (堂鳴海山層)
  - 기이시 층 (生石層)
  - 누마타 층 (沼田層)
  - 사가 층 (嵯峨層)

이러한 변성작용의 연대는 토모부치 층:68.7-78.6Ma, 게하라 층:89.3-97.1Ma, 기이시 층:81.7-101Ma, 누마타 층:99.4-117Ma, 사가 층:113-118Ma으로, 북쪽으로 가면서 지질대의 변성연대가 젊어지고 있다.

### 시코쿠 산지

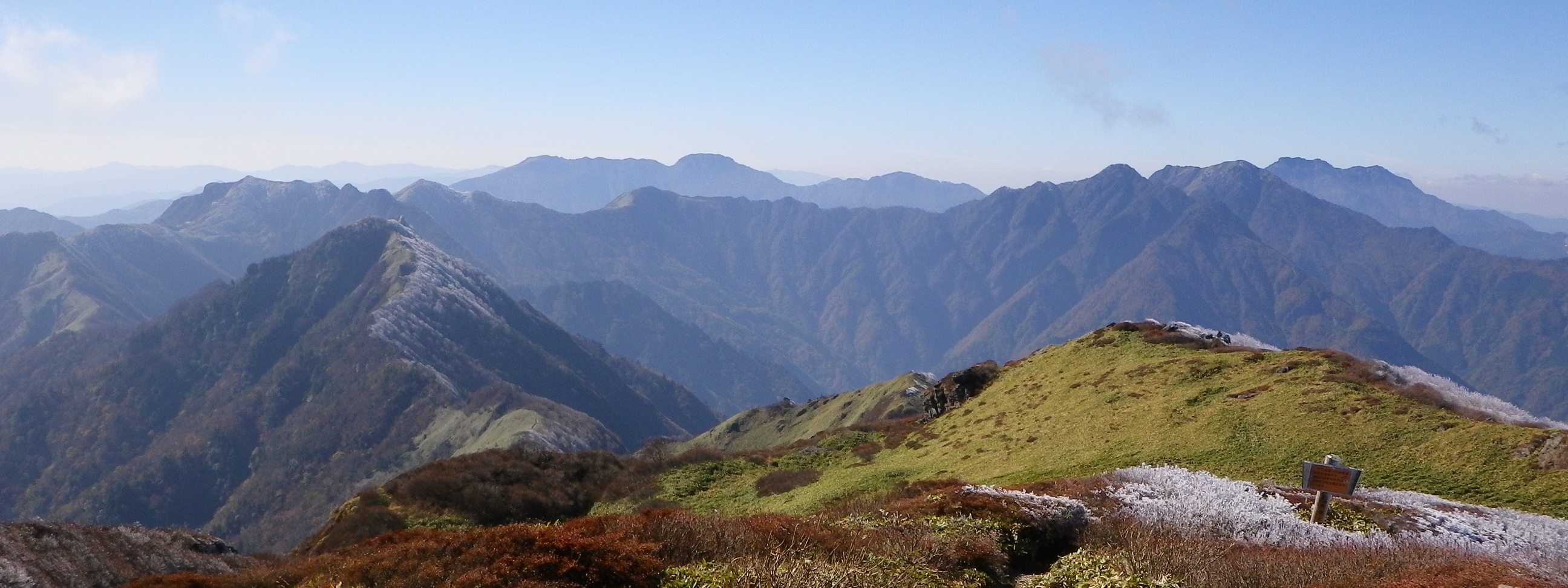
기반암이 산바가와 대 결정편암으로 이루어진 이시즈산맥. 사사가미네에서 본 풍경.

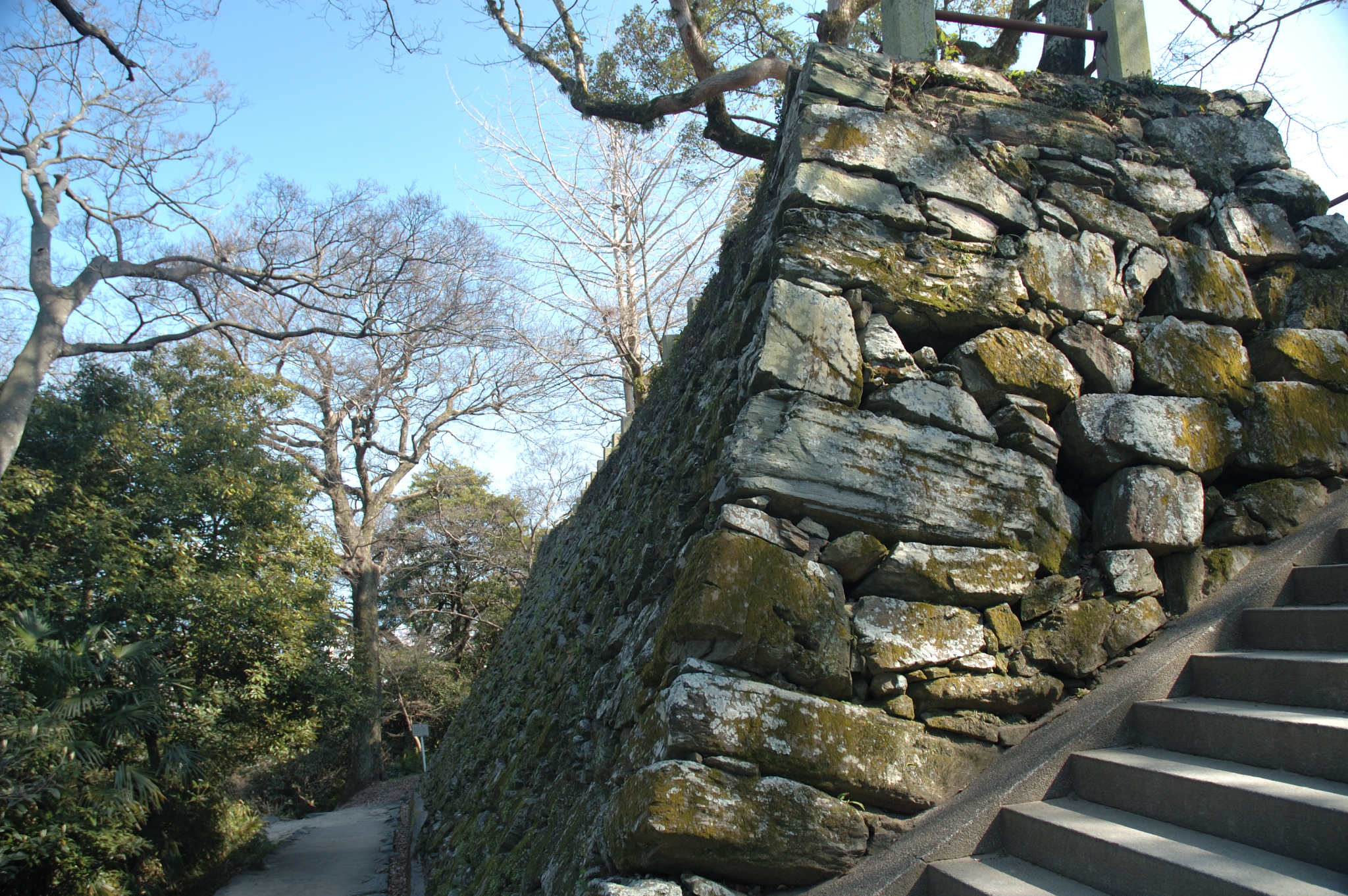
녹니석편암으로 이루어진 도쿠시마성 혼마루 북쪽의 성벽

시코쿠 중부에서 최대 30 km 폭으로 산바가와 변성대가 분포한다. 미카보・지치부 대를 포함하면 그 범위는 50 km에 달한다.
산바가와 결정편암의 층서는 다음과 같이 구분된다.
- 요시노가와 층군 (吉野川層群)
  - 상부층군
    - 오죠인 층 (大生院層)

  - 중부층군
    - 미나와 층 (三縄層)
    - 고보케 층 (小歩危層)

  - 하부층군
    - 가와구치 층 (川口層)
    - 오보케 층 (大歩危層)

이들 중 미나와 층이 가장 넓게 분포하고, 중심부는 석영편암을 수반하는 녹색편암층으로 구성된다. 따라서 에히메현의 변성암 분포지 비율이 높으며, 이 녹색편암은「이요의 청석」(伊予の青石)으로 귀중하게 여겨진다. 미나와 층의 상부에는 각섬암체가 분포하고, 히가시아카이시 산 북쪽 기슭의 이라즈 산에서 후타쓰다케에 이르는 이라즈 암체가 분포한다.
이라즈 암체에서는 석류석각섬암 및 에클로자이트 등 고압 하에서 생성된 변성암을 볼 수 있다. 히가시아카이시 산에는 맨틀물질로 추정되는 초염기성암인 감람암체가 분포하며, 크롬철광이 함유되어 감람암이 변질된 사문암도 분포한다. 또한 키슬라거(kieslager)로 불리는 함동유화철광 광상은 미나와 층에서 집중적으로 발견되며, 벳시동산(ja:別子銅山)도 그 중 하나이다.
시코쿠 산지에서 이시즈 산맥의 기반암은 주로 산바가와 결정편암이지만 제3기의 퇴적암으로 넓게 덮혀있으며, 이시즈치 산에서 오모고케이를 중심으로 직경 약 7km의 지역은 제3기에 분출한 용암인 안산암으로 덮여있다. 시코쿠 산지를 지나는 요시노강에 의해 형성된 계곡인 오보케, 코보케에는 결정편암이 노출되어 습곡에 의한 배사구조가 관찰된다. 시코쿠에서는 대규모 횡와습곡 구조가 관찰된다. 대표적으로 히지강 하구 부근의 나가하마 횡와습곡으로 남쪽의 미카보 대나 지치부 대 위에 충상한「나가하마 나페」(長浜 Nappe)가 있으며, 다른 하나는 시코쿠 중앙부의 츠지-사루타 횡와습곡으로 나가하마 나페 위에 놓인「츠지-사루타 나페」(辻-猿田 Nappe)이다.
한편 오보케 지역에 분포하는 산바가와 결정편암류 중 미나와 층의 지르콘 대부분의 연대가 1900-1800Ma인 반면에 코보케 층은 92±4Ma, 가와구치 층은 82±11Ma로 젊고 시만토 대의 북대의 부가체가 형성된 연대와 가깝다. 따라서 코보케 층 및 가와구치 층을 「시만토 대 북대」또는 「시만토 변성대」로 분류하는 것이 옳다는 설도 있다.{{Sfn|青木一勝|飯塚毅|平田岳史|丸山茂徳|2007}.

## 참고 문헌
- 勘米良亀齢; 橋本光男; 松田時彦 (1992). 《日本の地質》. 地球科学選書. 岩波書店. ISBN 4000078399. 다음 글자 무시됨: ‘和書’ (도움말)
- 中山勇 (1983년 11월 25일). “四国東部および紀伊半島西部の三波川帯の苦鉄質・超苦鉄質貫入岩について : (その2)紀伊半島西部の三波川帯の苦鉄質・超苦鉄質貫入岩と三波川帯四国区での三波川帯の形成と貫入岩との関係について”. 《地球科學》 (地学団体研究会) 37 (6): 312–328. NAID 110007091806. 다음 글자 무시됨: ‘和書’ (도움말)
- 栗本史雄 (1993년 6월). “和歌山県北東部の三波川・黒瀬川・四万十帯構成岩類のK-Ar年代” (PDF). 《地質調査所月報》 (経済産業省産業技術総合研究所地質調査所) 44 (6): p367–375. NAID 40002358191. 2006년 3월 12일에 원본 문서 (PDF)에서 보존된 문서. 2011년 6월 29일에 확인함. 다음 글자 무시됨: ‘和書’ (도움말)
- 栗本史雄 (1995년 10월). “和歌山県北部の三波川変成岩類のK-Ar年代”. 《地質調査所月報》 (経済産業省産業技術総合研究所地質調査所) 46 (10): 517–525. NAID 40002358256. 다음 글자 무시됨: ‘和書’ (도움말)
- 小島丈児; 秀敬; 吉野言生 (1956년 1월 25일). “四国三波川帯におけるキースラーガーの層序学的位置”. 《地質學雜誌》 (日本地質学会) 62 (724): 30–45. NAID 110003018433. 다음 글자 무시됨: ‘和書’ (도움말)
- 青木一勝; 飯塚毅; 平田岳史; 丸山茂徳; 寺林優 (2007년 5월 15일). “四国中央部,三波川帯と四万十帯のテクトニクス境界”. 《地質學雜誌》 (日本地質学会) 113 (5): 171–183. NAID 110006279282. 다음 글자 무시됨: ‘和書’ (도움말)
- 青木一勝; 大藤茂; 柳井修一; 丸山茂徳 (2010). “三波川変成帯中の新たな独立した広域変成帯の存在 : ―白亜紀から第三紀の日本における造山運動―”. 《地学雑誌》 (社団法人 東京地学協会) 119 (2): 313–332. doi:10.5026/jgeography.119.313. NAID 130000303527. 다음 글자 무시됨: ‘和書’ (도움말)